# Бананадин

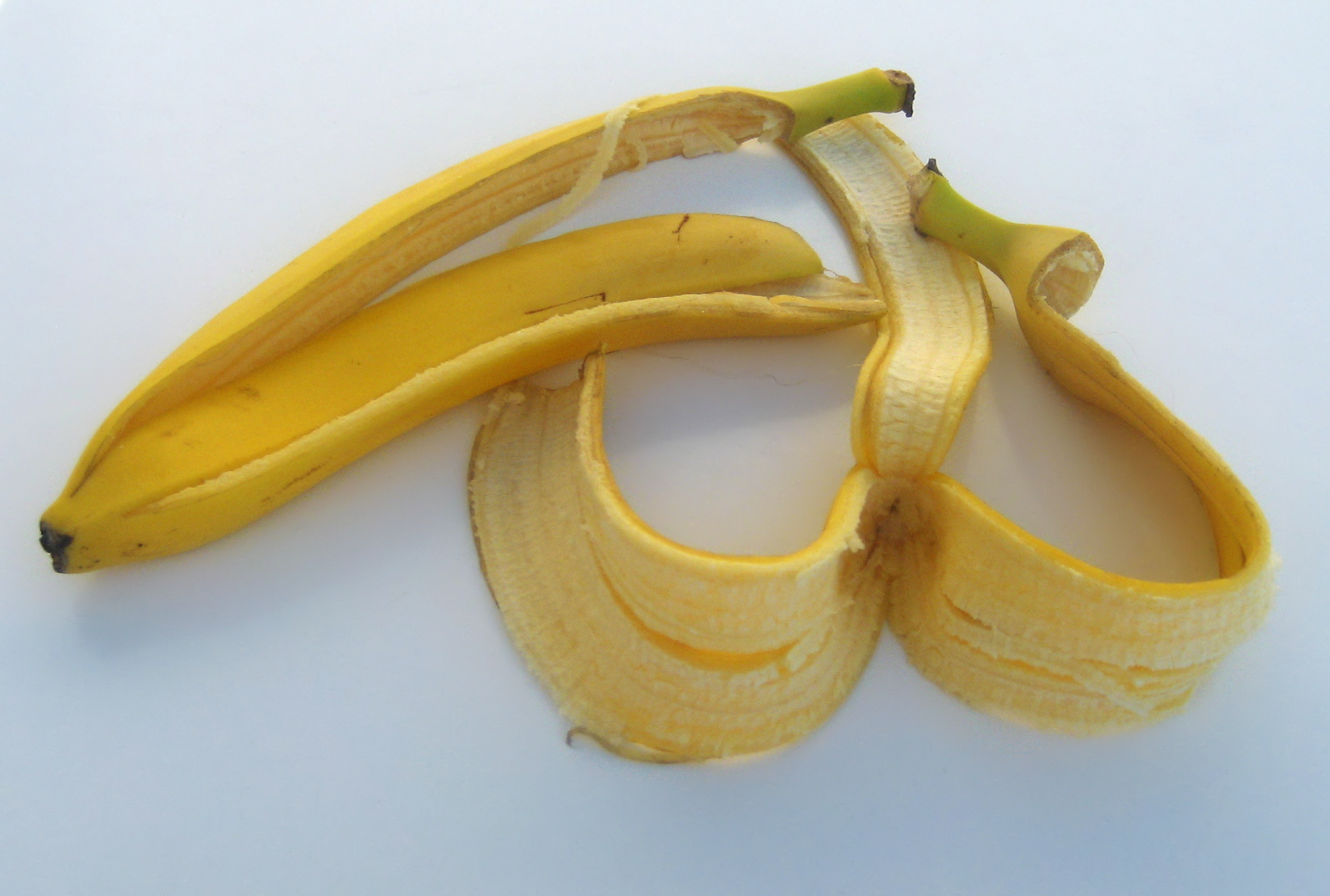
Банановая кожура

Бананадин — вымышленное психоактивное вещество, которое якобы извлекается из банановой кожуры. Мистификация, включающая «рецепт» для его «извлечения», первоначально была опубликована в андеграундной газете Berkeley Barb в марте 1967 года

## История и влияние
Всего несколькими месяцами ранее шотландский певец Донован выпустил хит-сингл «Mellow Yellow» (1966), который в популярной культуре той эпохи воспринимался как песня о курении банановой кожуры. 6 августа 1967 года, вскоре после выхода песни, о бананадине было рассказано в статье New York Times Magazine, озаглавленной «Cool Talk About Hot Drugs».

Несмотря на то, что первоначальная мистификация была задумана для того, чтобы поднять вопросы об этике незаконного изготовления психоактивных препаратов и судебного преследования тех, кто их принимает («что если обычный банан обладает психоактивными свойствами, как отреагирует правительство?»), Сесил Адамс сообщает в колонке «The Straight Dope» газеты Chicago Reader: 
 Новостные агентства, а за ними и вся страна, заглотнули крючок, леску и зажим. «Перекуры» проходили в Беркли. В следующее пасхальное воскресенье, как сообщает New York Times, «битники и студенты скандировали „банан-банан“ на гулянке в Центральном парке» и шествовали кругами, неся двухфутовый деревянный банан. Управление по контролю за продуктами и лекарствами объявило, что расследует «возможное галлюциногенное воздействие банановой кожуры». 
Тем не менее настоящую популярность легенда о бананадине снискала позже, когда Уильям Пауэлл, полагая, что статья в Berkeley Barb достоверна, воспроизвел описанный в ней метод получения бананадина в «Поваренной книге анархиста» в 1970 году под названием «Musa sapientum Bananadine» (используя устаревшую биномиальную номенклатуру банана). В 1971 году вышла книга шутливых комиксов в одну строку, в которой содержался такой стрип: подросток ночью в зоопарке тайно передаёт гроздь бананов горилле, произнося: «Просто бросай мне кожуру, чувак!».